# Paul Kahlfeldt
Paul Kahlfeldt (* 23. September 1956 in Berlin als Ulrich Kahlfeldt) ist Professor für Grundlagen und Theorie der Baukonstruktion an der Technischen Universität Dortmund.

## Leben
Von 1976 bis 1978 machte Kahlfeldt eine Lehre als Bau- und Möbeltischler. Ab 1979 studierte er bis 1984 Architektur an der Technischen Universität Berlin. Dort machte er 1984 sein Diplom bei Otto Steidle. Er arbeitete danach in verschiedenen Architekturbüros in Berlin. Seit 1987 ist er gemeinsam mit seiner Frau Petra Kahlfeldt selbständig tätig. Von 1988 bis 1992 war er Leiter des Berliner Büros von Josef Paul Kleihues. 1998 erhielt er einen Lehrauftrag an der Hochschule für Technik, Wirtschaft und Gestaltung in Bernburg (Saale), Sachsen-Anhalt. Von 1999 bis 2001 arbeitete Paul Kahlfeldt als Koordinator für die bauliche Wiederherstellung des Festspielhauses Hellerau in Dresden. Ab 1999 bis 2005 war er Professor für Entwerfen, Baukonstruktion und Gebäudetechnologie an der Technischen Universität Kaiserslautern. 2004 promovierte er an der Technischen Universität Delft. Seit 2005 ist er Professor für Grundlagen und Theorie der Baukonstruktion an der Technischen Universität Dortmund. Er war bis 2016 in den Vorständen des Deutschen Werkbundes Berlin und der Internationalen Bauakademie Berlin.
Das Ehepaar Kahlfeldt lebt und arbeitet in Berlin.

## Zitate
„Wenn Sie die Villa von der Grundstücksgrenze sehen können, ist es keine.“ ist ein von Gerhard Matzig dem „boshaft klugen“ Architekten Paul Kahlfeldt zugeordneter Ausspruch zum Zusammenhang zwischen Gebäude und Grundstücksgröße bzw. Gartengestaltung.